# Chlorocypha frigida
Chlorocypha frigida – gatunek ważki z rodziny Chlorocyphidae.